# Jesús Rodríguez
Rodríguez  Caraballo est un nom espagnol. Le premier nom de famille, en général paternel, est Rodríguez ; le second, en général maternel, souvent omis, est Caraballo.
Jesús Rodriguez Caraballo, né le 21 novembre 2005 à Séville en Espagne, est un footballeur espagnol qui évolue au poste d'ailier au Como 1907.

## Biographie

### En sélection
Jesús Rodriguez est convoqué avec l'équipe d'Espagne des moins de 19 ans pour participer au Championnat d'Europe des moins de 19 ans en 2024. Après avoir battu l'Italie grâce à un but de Pol Fortuny (0-1 après prolongation), l'Espagne atteint la finale de la compétition. Lors de la finale face à la France le 28 juillet 2024, les Espagnols s'imposent par deux buts à zéro, et remportent ainsi la compétition,.
En mars 2025, il est appelé avec l'équipe d'Espagne espoirs pour disputer deux matchs amicaux contre la Tchéquie et l'Allemagne.

## Statistiques

### En club
| Saison                | Club                  | Championnat           | Championnat | Championnat | Championnat | Coupe(s) nationale(s) | Coupe(s) nationale(s) | Coupe(s) nationale(s) | Compétition(s) continentale(s) | Compétition(s) continentale(s) | Compétition(s) continentale(s) | Compétition(s) continentale(s) | Total | Total | Total |
| Saison                | Club                  | Division              | M.          | B.          | P.d.        | M.                    | B.                    | P.d.                  | Comp.                          | M.                             | B.                             | P.d.                           | M.    | B.    | P.d.  |
| 2023-2024             | Real Betis B          | Segunda Federación    | 24          | 7           | 1           | -                     | -                     | -                     | -                              | -                              | -                              | -                              | 24    | 7     | 1     |
| 2024-2025             | Real Betis B          | Primera Federación    | 12          | 2           | 2           | -                     | -                     | -                     | -                              | -                              | -                              | -                              | 12    | 2     | 2     |
| Sous-total            | Sous-total            | Sous-total            | 36          | 9           | 3           | -                     | -                     | -                     | -                              | -                              | -                              | -                              | 36    | 9     | 3     |
| 2024-2025             | Real Betis            | Liga                  | 21          | 2           | 1           | 3                     | 0                     | 1                     | C4                             | 8                              | 1                              | 0                              | 32    | 3     | 2     |
| 2025-2026             | Como 1907             | Serie A               | 0           | 0           | 0           | 1                     | 0                     | 1                     | -                              | -                              | -                              | -                              | 1     | 0     | 1     |
| Total sur la carrière | Total sur la carrière | Total sur la carrière | 57          | 11          | 4           | 4                     | 0                     | 2                     | -                              | 8                              | 1                              | 0                              | 69    | 12    | 6     |

## Palmarès

### En club
Real Betis
- Ligue Conférence de l'UEFA
  - Finaliste en 2024-2025

### En sélections nationales
Espagne -19 ans
- Championnat d'Europe
  - Vainqueur en 2024